# Mohamed Chibi
Mohamed Chibi (ar. محمد الشيبي; ur. 21 stycznia 1993 w Casablance) – marokański piłkarz grający na pozycji prawego pomocnika w egipskim klubie Pyramids FC oraz w reprezentacji Maroka. Uczestnik Pucharu Narodów Afryki 2023.

## Kariera piłkarska
Swoją piłkarską karierę Chibi rozpoczął w juniorach klubu Raja Casablanca w 2001 roku. W 2011 roku awansował do kadry pierwszego zespołu i w sezonie 2011/2012 zadebiutował w jego barwach w pierwszej lidze marokańskiej. W sezonie 2011/2012 zdobył z nim Puchar Maroka, a w sezonie 2012/2013 wywalczył mistrzostwo tego kraju. W sezonie 2013/2014 był z niego wypożyczony najpierw do Kawkabu Marrakesz, a następnie do Chabab Rif Al Hoceima.
W sezonie 2014/2015 Chibi występował w klubie Ittihad Khémisset, a w latach 2015-2017 był piłkarzem KAC Kénitra. W sezonie 2017/2018 najpierw występował w Moghrebie Tétouan, a następnie w Chabab Atlas Khénifra. W sezonie 2018/2019 grał w AS FAR z Rabatu, a w latach 2019-2021 był zawodnikiem Ittihadu Tanger. W 2021 wrócił do AS FAR, a rok później trafił do Pyramids FC.
| Sezon   | Klub                  | Kraj   | Rozgrywki                   | Mecze | Gole |
| ------- | --------------------- | ------ | --------------------------- | ----- | ---- |
| 2011/12 | Raja Casablanca       | Maroko | GNF 1                       | 17    | 0    |
| 2012/13 | Raja Casablanca       | Maroko | GNF 1                       | 17    | 0    |
| 2013/14 | Kawkab Marrakesz      | Maroko | GNF 1                       | 10    | 0    |
| 2013/14 | Chabab Rif Al Hoceima | Maroko | GNF 1                       | 1     | 0    |
| 2014/15 | Ittihad Khémisset     | Maroko | GNF 1                       | 9     | 0    |
| 2015/16 | KAC Kénitra           | Maroko | GNF 1                       | 29    | 0    |
| 2016/17 | KAC Kénitra           | Maroko | GNF 1                       | 25    | 2    |
| 2017/18 | Moghreb Tétouan       | Maroko | GNF 1                       | 11    | 0    |
| 2017/18 | Chabab Atlas Khénifra | Maroko | GNF 1                       | 14    | 1    |
| 2018/19 | AS FAR                | Maroko | GNF 1                       | 25    | 2    |
| 2019/20 | Ittihad Tanger        | Maroko | GNF 1                       | 15    | 2    |
| 2020/21 | Ittihad Tanger        | Maroko | GNF 1                       | 27    | 1    |
| 2021/22 | AS FAR                | Maroko | GNF 1                       | 24    | 1    |
| 2022/23 | Pyramids FC           | Egipt  | Ad-Dauri al-Misri al-Mumtaz | 23    | 0    |
| 2023/24 | Pyramids FC           | Egipt  | Ad-Dauri al-Misri al-Mumtaz | 27    | 1    |

## Kariera reprezentacyjna
Zagrał dwa mecze towarzyskie w barwach reprezentacji Maroka U-23.
W reprezentacji Maroka Chibi zadebiutował 12 listopada 2021 w wygranym 3:0 meczu eliminacji do MS 2022 z Sudanem, rozegranym w Rabacie. W 2022 roku został powołany do kadry na Puchar Narodów Afryki 2021, jednak nie rozegrał na nim żadnego meczu.